# Thale
Thale är en stad i Landkreis Harz i det tyska förbundslandet Sachsen-Anhalt. Thale omnämns för första gången i ett dokument från år 936.
Tidigare kommuner som har uppgått i Thale är Warnstedt år 2003, Altenbrak, Friedrichsbrunn, Neinstedt, Stecklenberg, Treseburg och Weddersleben år 2009, Westerhausen år 2010 samt Allrode år 2011.